# جبال القرم
جبال القرم Crimean Mountains ((بالأوكرانية: Кримські гори)‏ (بالروسية: Крымские горы)‏، هي سلسلة من الجبال التي تمتد بالتوازي مع الساحل الجنوبي الشرقي لشبه جزيرة القرم، على بعد حوالي 8–13 كيلومتر (5.0–8.1 ميل) من البحر. في اتجاه الغرب، تنخفض الجبال بشكل حاد إلى البحر الأسود، وفي الشرق تتحول ببطء إلى منظر طبيعي للسهوب.
تتكون جبال القرم من ثلاث مناطق فرعية. الأعلى هو النطاق الرئيسي. تنقسم السلسلة الرئيسية إلى عدة كتل، تُعرف باسم yaylas أو الهضاب الجبلية (كلمة Yayla في لغة تتار القرم تشير إلى مرج الألب "Alpine Meadow"). وهذه الجبال هي:
- بيدر يايلا
- آي بيتري يايلا
- يالطا يايلا
- نيكيتا يايلا
- هرزوف يايلا
- بابوجان يايلا
- شاتير داغ يايلا
- Dologorukovskaya (سوباتكان) يايلا
- دميرجي يايلا
- كرابي يايلا

## أعلى القمم
أعلى قمة في جبال شبه جزيرة القرم هي قمة رومان كوش ((بالأوكرانية: Роман-Кош)‏ ؛ (بالروسية: Роман-Кош)‏ ) على جبل بابوجان يايلا، ويبلغ ارتفاعها 1,545 متر (5,069 قدم). تشمل القمم المهمة الأخرى التي يزيد ارتفاعها عن 1200 متر ما يلي:
- دمير كابو، وارتفاعها 1540 م في بابوجان يايلا ؛
- زيتين كوش، وارتفاعها 1537 م في بابوجان يايلا ؛
- كمال إيجريك، وارتفاعها 1529 م في بابوجان يايلا ؛
- Eklizi-Burun، وارتفاعها 1،527 م في شاتيرداغ يايلا ؛
- Lapata، وارتفاعها 1،406 م في يالتينسكا يايلا، يالطا يايلا؛
- نورثرن دميرجي، وارتفاعها 1،356 م في دميرسي يايلا ؛
- Ai-Petri، وارتفاعها 1،234 م في آي بيتري يايلا.

## الممرات والأنهار
هناك العديد من الممرات فوق جبال القرم، وهي:
- ممر Angarskyi بالقرب من Perevalne، على الطريق من الوشدة إلى سيمفروبول
- بوابة بيدر بالقرب من فروس تربط وادي بيدر وساحل البحر
- ممر Laspi بالقرب من Cape Aya، على الطريق من يالطا إلى سيفاستوبول.

وتشمل أنهار جبال القرم نهر ألما ونهر تشيرنايا ونهر سالهير على المنحدر الشمالي، ونهر أوتشان سو على المنحدر الجنوبي الذي يشكل شلال أوتشان سو وأعلى شلال في شبه جزيرة القرم.

## التاريخ
اكتشف علماء الآثار أقدم أثر للإنسان الحديث تشريحيا في أوروبا في كهوف بوران كايا بجبال القرم. يبلغ عمر الحفريات 32000 عام، وترتبط القطع الأثرية بثقافة Gravettian. تحتوي الحفريات على علامات مقطوعة تشير إلى طقوس ما بعد الوفاة.

## معرض الصور

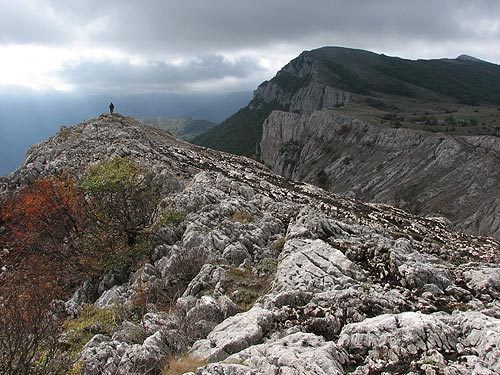
هضبة جبل كرابي
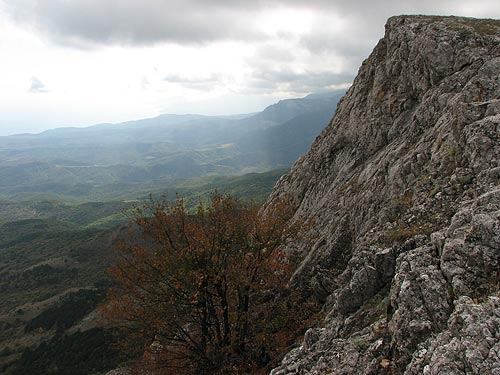
هضبة جبل كرابي
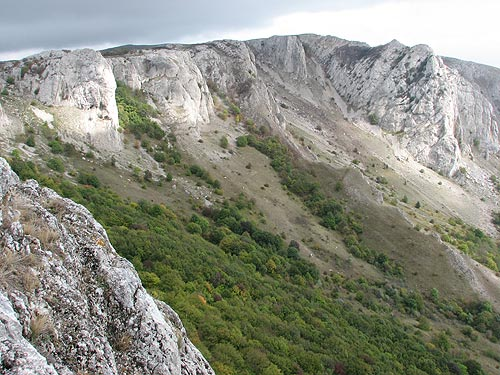
هضبة كرابي الجبلية
منظر لجبل Chatyr-Dagمنظر لجبل Chatyr-Dag
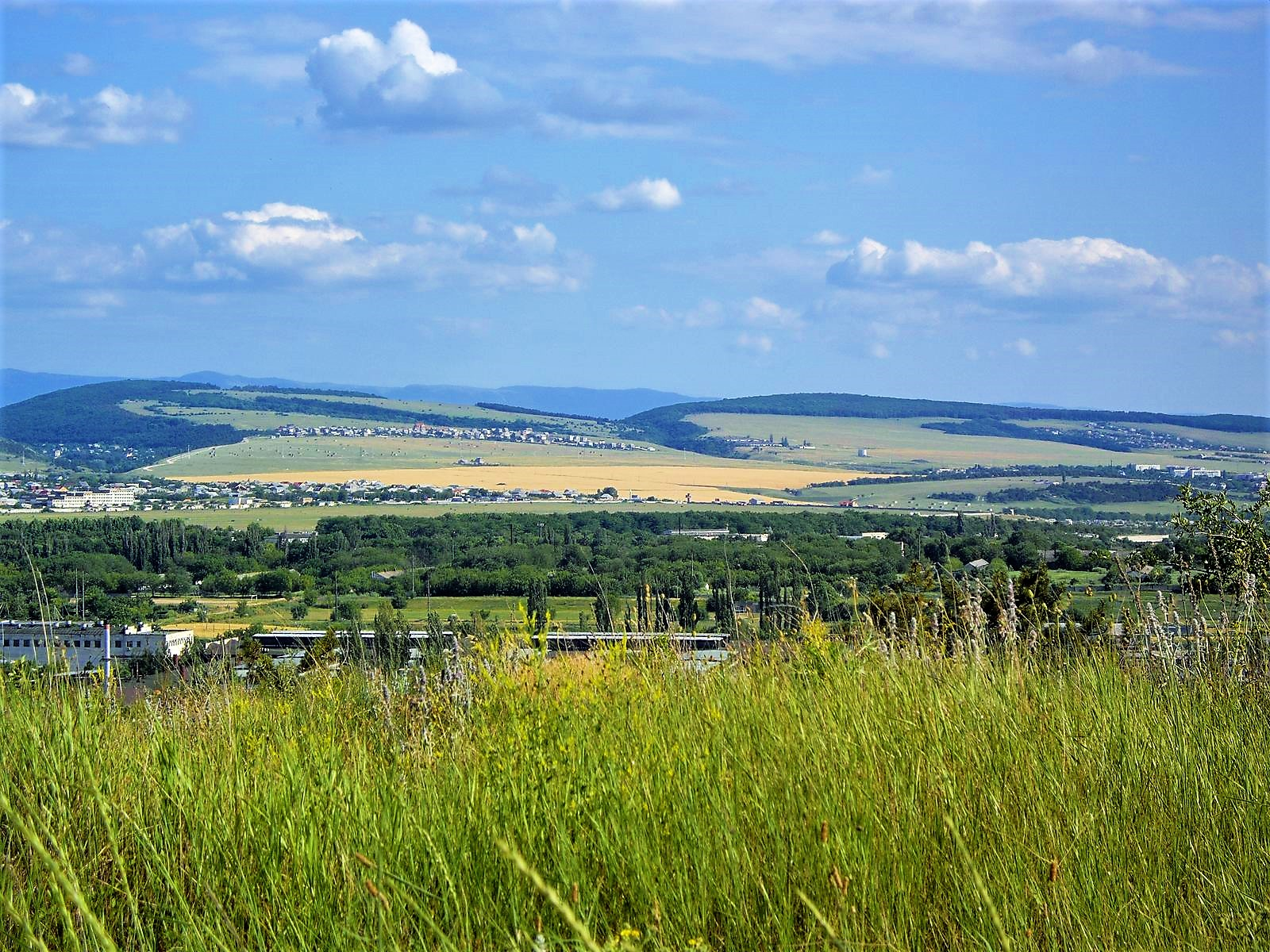
جبال القرم

## روابط خارجية
- جبال القرم - عرض على جميع أجزاء جبال القرم
- جبال القرم - مجموعة من جبال القرم